# Dieter Bouvry
Dieter Bouvry (Roeselare, 31 de juliol de 1992) és un ciclista belga, professional des del 2015 i actualment a l'equip Pauwels Sauzen-Vastgoedservice.

## Palmarès
- 2011
  - 1r a la Gant-Staden
- 2014
  - Vencedor d'una etapa al Tour de Mosela
- 2016
  - 1r a la París-Chauny
- 2017
  - 1r al Tour de la Costa d'Ivori